# Cor Blok
Cor Blok (né à La Haye le 18 février 1934 et mort le 17 avril 2021) est un illustrateur néerlandais essentiellement connu pour ses travaux liés à J. R. R. Tolkien et notamment au Seigneur des anneaux.

## Biographie
Il étudie d'abord à l’Académie des beaux-arts de La Haye. En 1953, il commence à concevoir une histoire de l’art et de l’architecture d’un pays imaginaire, baptisé Barbarusie, travail qui se concrétise en 1960, par une exposition de l’art barbaruse au musée municipal de La Haye, où près de 200 dessins et aquarelles ainsi que des sculptures sont présentées au public.
De 1957 à 1965, Cor Blok exerce diverses fonctions au musée municipal : il prépare notamment un catalogue des nombreuses œuvres de Piet Mondrian que possède le musée. Ce travail augmente au fur et à mesure des années, pour devenir une véritable recension des peintures et dessins de Mondrian détenus dans des collections publiques hollandaises, pour finalement paraitre en 1974.
À la fin des années 1950, il commence une série d'illustrations basées sur le roman Le Seigneur des anneaux de J. R. R. Tolkien et dont une vingtaine est exposée en 1962-1963 à La Haye, puis à Groningue. Il rencontre également Tolkien et correspond avec lui durant quelques années. L'auteur acquiert au moins deux illustrations de Blok et s'en voit offrir une troisième.
En 1977, Cor Blok devient enseignant en art moderne à l’université d'Utrecht, poste qu'il occupe pendant deux ans. Il devient ensuite conservateur en chef pour l’art moderne au musée Boijmans Van Beuningen de Rotterdam, de 1979 à 1985 ; puis responsable en mixed media et théorie de l’art à la Jan van Eyck Academie (nl) de Maastricht de 1985 à 1994 ; et enfin membre de l'université de Maastricht de 1994 à 1996. En 1996, il devient professeur en Histoire de l’Art moderne à l’université de Leyde jusqu'à son départ à la retraite, en 1999.
En 2010, sous l'impulsion de Pieter Collier, webmaster du site Internet Tolkien Library, un calendrier Tolkien Calendar 2011 est publié par HarperCollins à partir d'une sélection de ses illustrations du Seigneur des anneaux. En 2011, ses illustrations du Seigneur des anneaux sont éditées sous le titre A Tolkien Tapestry (Une Tapisserie pour Tolkien en français). La publication d'un Tolkien Calendar 2012 a également été annoncée.